# (2479) Sodankylä
(2479) Sodankylä est un astéroïde de la ceinture principale.

## Description
(2479) Sodankylä est un astéroïde de la ceinture principale. Il fut découvert le 6 février 1942 à Turku par Yrjö Väisälä. Il présente une orbite caractérisée par un demi-grand axe de 2,39 UA, une excentricité de 0,20 et une inclinaison de 2,9° par rapport à l'écliptique.

## Compléments